# Robert Stephen Dehler
Robert Stephen Dehler CR (* 26. Dezember 1889 in St. Agatha; † 26. August 1966) war Apostolischer Vikar der Bermuda-Inseln.

## Leben
Paul Leonard Hagarty trat der Ordensgemeinschaft der Resurrektionisten bei und empfing am 19. Dezember 1916 die Priesterweihe. Papst Pius XII. ernannte ihn am 7. Mai 1954 zum Präfekt der Bermuda-Inseln. Mit der Erhebung zum Apostolischen Vikariat am 28. Januar 1956 wurde er zum Apostolischen Vikar der Bermuda-Inseln und Titularbischof von Clazomenae ernannt.
Die Bischofsweihe spendete ihm der Apostolische Delegat im Vereinigten Königreich, Gerald Patrick Aloysius O’Hara, am 19. März desselben Jahres; Mitkonsekratoren waren Joseph Anthony O’Sullivan, Erzbischof von Kingston, und Joseph Francis Ryan, Bischof von Hamilton.
Er nahm an 1., 3. und 4. Sitzungsperioden des Zweiten Vatikanischen Konzils teil.